# عملية الصدمة
عملية الصدمة (بالعبرية: מבצע הלם، مفيتسا هِلم) كانت عملية خاصة نَفَذّها مظليون إسرائيليون يوم 31 أكتوبر 1968. وكانت أهدافها استهداف كوبري قنا المُنشأ حديثاً (كوبري دندرة) الواقع على بعد 280 ميلاً جنوب القاهرة وجسر قناطر نجع حمادي الواقعة على بعد 35 ميلاً شمال غرب منطقة قنا ومحطة محولات نجع حمادي القريبة من القناطر التي تَمد المنطقة بالكهرباء وتعتبر محطة فرعية لخط الجهد العالي بين القاهرة وسد أسوان. وتعتبر العملية أول عملية برية إسرائيلية في العمق المصري تلتها سلسلة عمليات مشابهة عُرفّت باسم عمليات البستان.

## خلفية تاريخية
بدأت حرب الاستنزاف بين مصر وإسرائيل من 1967 واستمرت إلى 1970 على طول خط جبهة قناة السويس عقب انتهاء حرب 67 بوقت قصير. حيث لم يقبل المصريون فكرة الوجود الإسرائيلي في سيناء وتصاعدت الأمور حينما بدأ الجيش الإسرائيلي في بناء تحصينات خط بارليف على الجانب الشرقي لقناة السويس، وهو ما رد عليه المصريون بإطلاق النار وعمليات قصف مدفعي وغارات للصاعقة في سيناء.
عَمدّ كلا الطرفين المتحاربين خلال حرب الاستنزاف إلى إضعاف قوة أحدهما الآخر بأكبر درجة ممكنة على أمل الحصول على مكاسب في المفاوضات اللاحقة. سَعّت مصر على وجه الخصوص لاستعادة الأراضي التي خسرتها في 1967. وقد ظنّ جمال عبد الناصر أنه من خلال شن حرب محدودة المستوى على إسرائيل على الأراضي التي احتلتها في حرب 67، فإن ذلك سيجبرها بجانب الضغط الدولي على الانسحاب. لاسيما وأنه كان يعاني من هزيمة مذلة. بينما حاولت إسرائيل، من جانبها، ترسيخ سيطرتها على سيناء، حيث اعتقد بعض أعضاء الحكومة والكنيست الإسرائيلي أنه ينبغي ضم شبه جزيرة سيناء إلى إسرائيل، كخطوة نحو تحقيق حلم إسرائيل الكبرى.
ورداً على قصف الجيش المصري بالمدفعية الثقيلة مواقع للجيش الإسرائيلي على طول قناة السويس، أسفر عن مقتل 25 جندياً إسرائيلياً في آواخر أكتوبر 1968، بدأ الجيش الإسرائيلي سلسلة طويلة من العمليات ضد أهداف عسكرية واستراتيجية في العمق المصري. وكانت عملية الصدمة أولى هذه العمليات وقُصدّ منها الإضرار بالبنية التحتية للكهرباء في مصر وجرى تنفيذها في ثلاثة مواقع مختلفة في آن واحد.

## المنشآت المستهدفة
- كوبري قنا: أو كوبري دندرة الواقع على النيل بين دندرة وقنا من تنفيذ شركة هوختيف الألمانية "HOCHTIEF" إحدى الشركات الرائدة في مجال البناء والتي أُسندّ إليها عدة مشاريع هامة في مصر منها نقل معبد أبو سمبل وتشييد كوبري المنصورة عام 1952 وكانت قد انتهت من بناء الكوبري قبل بدء العملية بنحو عام.
- قناطر نجع حمادي: أُفتتحّت في عهد الملك فؤاد الأول عام 1930 ضمن مشروعات الري، لضمان الري الحوضي لمساحة 480 ألف فدان، تقع على جانبي مجرى النيل، من نجع حمادي وحتى محافظة أسيوط. يتكون مبنى القناطر من 100 عين، عرض كل منها 6 أمتار، وبها هويس للملاحة طول حوضه 80 متراً وعرضه 16 متراً ليسمح بمرور أكبر البواخر النيلية الموجودة بالقطر المصري. كما تضم فوقها جسر عرضة 6 أمتار وقد صُممّت هذه القناطر لتتحمل فرق توازن مقداره 4 أمتار في فترة الفيضان.
- محطة كهرباء نجع حمادي: وهي محطة كهرباء نجع حمادي القديمة في «هِوْ» التي بُنيّت بالتزامن مع إنشاء قناطر نجع حمادي لتزويد محطات الطلمبات بالطاقة الضرورية لتشغيلها وهي محطة تحويل لخط الجهد العالي لكهرباء خزان أسوان وتغذي مناطق واسعة بالكهرباء من ضمنها القاهرة.

## التخطيط للعملية

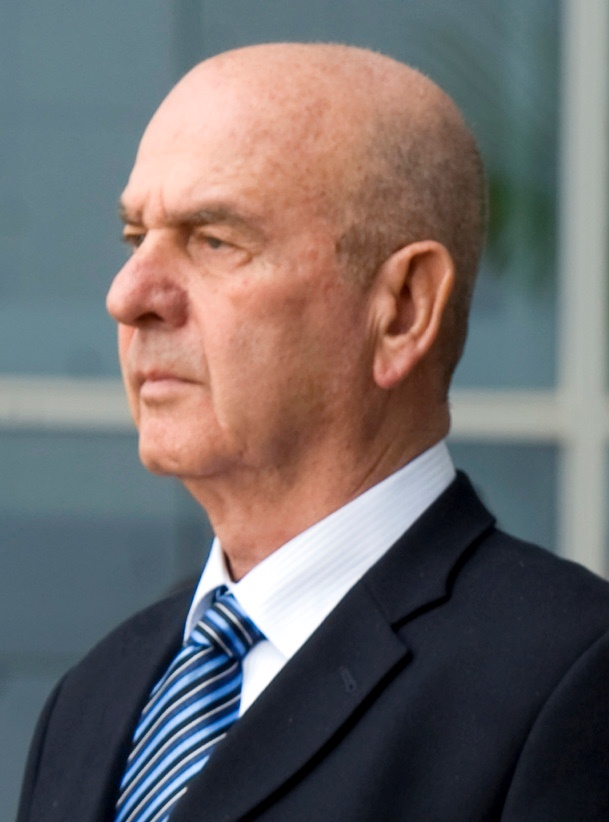
مَتان فلنائي في 2001

كُلفّت سرية الاستطلاع «سيريت تزانحانيم» التابعة للواء المظليين بتنفيذ مهام العملية، حيث مُنحّ قائدها متان فلنائي خمسة أيام للتخطيط للعملية، التي أعدها في 31 أكتوبر. وقد تدارست القيادة العامة الإسرائيلية عملية إبرار لمظليين في نجع حمادي ثم العودة بهم بواسطة طائرات مروحية. لكن مَتان شعر أن فرصهم في العودة أحياء من هذه المهمة ستكون ضئيلة وأن أي خطأ ملاحي في عمق وادي النيل قد يقضي عليهم. ولذلك ضغطّ على سلاح الجو الإسرائيلي لتزويده بطائرات هليكوبتر في كلا الاتجاهين. كان سرب طائرات سوبر فريلون، بقيادة حاييم نافيه، هو الوحيد الذي يمكنه أن يطير مثل هذه المهام البعيدة. وكان لدى حاييم وطياريه خبرة في الرحلات الطويلة، بعد أن اقلعوا بسبع حوامات تابعة للسرب في رحلة مباشرة من فرنسا، محلقين عبر روما وأثينا وتوقفوا للتزود بالوقود في رودس.
كانت فرنسا قد أمَدّت إسرائيل بعدد من طائرات سوبر فريلون العمودية في 1966. والتي اشتركت في معارك 67 حيث أجرت 41 طلعة جوية، كما شَهدّت استخداماً مكثفاً خلال حرب الاستنزاف حيث استُخدمّت في تنفيذ العديد من العمليات العسكرية الإسرائيلية.
كانت مسافة رحلة الذهاب والعودة بين مطار عوفيرا الإسرائيلي (مطار راس نصراني - شرم الشيخ حالياً) في سيناء ونجع حمادي حوالي سبعمائة كيلومتر، وهي نفس المسافة من مرسيليا إلى تل أبيب. واعتمد نجاح الرحلة على الظروف الإقليمية ومعلومات الطقس التي ستوفرها شبكة الاستخبارات. قضى التخطيط الأولي للعملية، بأن تنتقل طائرات الهليكوبتر إلى أهدافها وتكون في وضع دفاعي أثناء توقفها على الأرض لإعادة تزويدها بالوقود. لكن حاييم لم يرحب بهذه الفكرة، حيث رأى أنه بمجرد توقف محركات الطائرات عند الإبرار، فليس هناك ثمة ضامن من إمكانية إعادة تشغيلها مجدداً. وفضل القيام برحلة مباشرة، على الرغم من أنها ستحتاج حسابات دقيقة لكل قطرة وقود. كما ستستلزم استخدام سرب كامل من المروحيات للمهمة. حيث ستنقل مروحيتان بقيادة زئيف ميتس وشاؤول شيفي، قوة متان إلى محطة الكهرباء. بينما ستنقل اثنتان أخرتان بقيادة نحميا داغان وحاييم نافيه القنابل إلى كوبري قنا وقناطر نجع حمادي. كما وضعت طائرة خامسة في حالة استعداد لعمليات الإنقاذ، بينما ظلت الطائرتان المتبقيتان في مطار عوفيرا، إحداهما تحت الاحتياط والأخري محملة بخزانات وقود لتزويد المروحيات بالوقود في حالات الطوارئ إذا لزم الأمر.

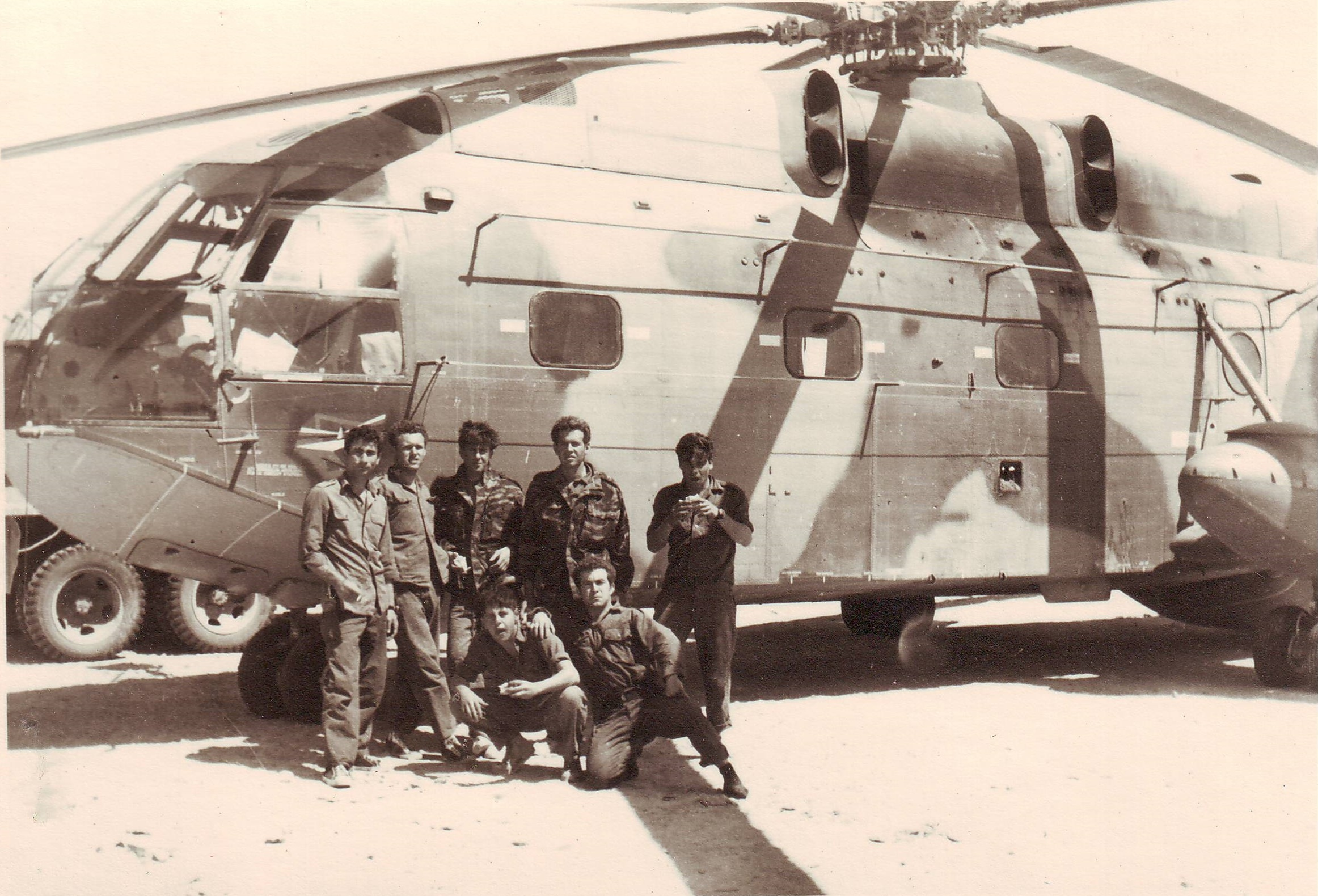
بعض أفراد الجيش الإسرائيلي بجوار طائرة سوبر فريلون، 1968

استمرت الاستعدادات حتى يوم تنفيذ العملية. وفي منتصف النهار، طارت القوة المكلفة إلى مطار عوفيرا. حيث جاء وزير الدفاع موشيه ديان لتوديعها يصحبه رئيس الأركان الإسرائيلي حاييم بارليف وعيزر فايتسمان رئيس قسم العمليات، حيث كان يبدو عليهم الضيق والقلق. ويستحضر فلنائي ذلك بكونهم جعلوه يشعر كما لو أن قوته ستذهب في رحلة بلا عودة. وتناول الجميع العشاء في صمت، «مثل آخر وجبة للمحكوم عليهم بالإعدام»، على حد تعبير فلنائي. وقد خُصصت فترة ثلاث ساعات لرحلة الذهاب والإياب وتسعين دقيقة أخرى لتنفيذ العملية ذاتها. وبخلاف ما جرى في عملية الرجل الحديدي، عملية تدمير جسرين في الأردن بالقرب من عمان (التي نُفذت لاحقاً في 1 ديسمبر 1968)، باستخدام نوع من القنابل يسمى مازلِف «المرشة» وضعت أسفل بدن مروحيات بيل 205 ثم فجرها المظليون، فقد جرى التعامل مع هذه القنابل زنة ال500 كيلوجرام بطريقة مختلفة في عملية الصدمة. حيث وُضعت على المروحيات وأنزلتها رافعة خاصة يديرها ميكانيكي المروحية بينما تحوم المروحيات فوق الهدف.

## العملية وخط سيرها
كان الغرض من العملية هو تدمير منشآت البنية التحتية للكهرباء وتنفيذها في وقت واحد في ثلاثة مواقع مختلفة:
- الصدمة 35: استهداف محطة محولات نجع حمادي

بحلول مساء 31 أكتوبر 1968، غادرت قوة مؤلفة من 14 مظلي بقيادة مَتان ونائبه جاد نيغبي مطار نصراني، ثم تبعتها بوقت قصير المروحيات الأخريات التي تحمل القنابل المرشة أو مازليف "מזלף". كان مَتان حينها يشغل منصب قائد الكتيبة 202 مظليين، كانت نقطة إنزال مَتان على بعد أربعة كيلومترات من محطة الكهرباء، شقت قوات الكوماندوز طريقها إلى الموقع سيراً على الأقدام. ووصلوا إلى المحطة في الساعة 21:30 حيث ضبطوا توقيت نسف المحطة في الساعة العاشرة مساءً. وقبلها بفترة، كان القنابل توضع فوق جسر القناطر وكوبري قنا. كانت مروحية زئيف أول من حطّت وقفز فريق مَتان خارجها، الذي أخرج مصباحه الكهربائي وأرسل بالإشارة «الضوء الأخضر» لكي تَحُط مروحية شاؤول، التي تحمل الفريق الثاني من قوات الكوماندوز والمتفجرات على عربة جر يدوية. ركض المظليون باتجاه محطة الكهرباء وهم يسحبون العربة وعليها المتفجرات. وبالقرب من جدار المحطة الخارجي، جاء أدائهم مثلما تدربوا. فتسلق مَتان جدار المحطة على أكتاف أحد رجاله ليعلق سلماً من الحبال، لكنه لمحّ خفيراً للمحطة يجلس مباشرة تحته. مما وتره، فالوقت لم يكن يعمل في صالحهم. لاسيما وأنهم متخلفين بالفعل عن الموعد المحدد بخمسة عشر دقيقة، وستنفجر القنابل الموضوعة على القناطر والكوبري قريباً، مما سيحول عن وقوع عنصر المفاجأة. ولذلك قفز مَتان إلى أسفل مقرراً قتل الخفير والذي صاح، «مين هناك»؟ - وأجابه مَتان، «تعال هون.» بدت لهجة مَتان غريبة على الخفير، فتقدم مصوباً بندقيته. عاجله مَتان بإطلاق النار باتجاهه لكنه أخطأ هدفه وانطلق الخفير صائحاً.
عندها اقتحمت قوة الكوماندوز المحطة حيث وجدت نفسها في مواجهة أربعة خفراء فأطلقوا النار عليهم من رشاشات عوزي المزودة بكواتم صوت. ثم سارعوا في زرع شحناتهم المتفجرة. وكان عليهم بحلول الساعة التاسعة وخمسة وخمسون دقيقة وضع القنابل وتفعيل صواعق التفجير إذا سار كل شئ حسب الخطة، فكل ثانية جرى حسابها. ولكن في هذا الوقت، في مكان بعيد عنهم، هز انفجاران الأرض عقب انتهاء فريقي حاييم ونحميا من تنفيذ مهمتيهما عند كوبري قنا وقناطر نجع حمادي، في حين لم تكن قوة مَتان التي كانت على بعد عدة كيلومترات منهما قد انتهت من وضع متفجراتها.
ولذلك فشل التزامن بين العمليتين. لقد انفجرت القنابل على القناطر والكوبري واستيقظ الجميع على ضجة الانفجارات. كما عاد الخفير الذي فَرّ قبلاً مع أربعة خفراء آخرين وبدأوا في إطلاق النار على مظليي الكوماندوز، الذين ردوا على الفور بإطلاق النار فقتلوهم من مسافة ثمانية أمتار. وانطلق الرصاص على قوات الكوماندوز من داخل المحطة كذلك. وكان ذلك من دواعي استغراب مَتان، فقد ذكر تقرير الاستخبارات أنه يوجد ثلاثة أو أربعة حراس على الأكثر. ولذلك كان تنفيذ الجزء الأخير من العملية يدخل ضمن معركة من أجل حياتهم. لذلك وضعوا عبوات ناسفة مزودة بصواعق تفجير مضبوطة لمدة 30 ثانية في منطقة المحولات الموزعة على مئتي متر. ثم تدافعوا فوق الجدار. وبينما كانوا يركضوا مبتعدين، انفجرت القنابل من خلفهم، وطرحهم انفجارها أرضاً. في حين ارتفع بحر من اللهب فوق رؤوسهم. أدى انفجار القنابل إلى تدمير معظم المحولات. ونتيجة لذلك، تضررت المناطق داخل دائرة نصف قطرها 300 كيلومتر من انقطاع الكهرباء.
بعد عدة دقائق وصلت مروحية الإخلاء وأنزلت سلمها وهي تحوم، وطارت بفريق الكوماندوز. وفي الطريق ألقى ميكانيكي الطائرة خزاني الوقود الاحتياطيين وهبطوا في سيناء في تمام الساعة 00:18. وعندما وصلوا اُستُقبلوا كما لو عادوا من الموت فلم يكن من بينهم أي قتلى أو جرحى.
- الصدمة 2: استهداف كوبري قنا

انطلقت طائرة سوبر فريلون بقيادة النقيب نحميا داغان من سيناء باتجاه قنا في الساعة 18:30. ووصلت إلى الكوبري الذي يبلغ طوله حوالي 700 متر، حيث قامت بإنزال قنبلة «مازليف» زنة 100 كيلو جرام طورها فيلق المهندسين. سُحبّت وأُنزلت القنبلة إلى الجسر بواسطة رافعة خاصة يديرها ميكانيكي المروحية أثناء تحليق الطائرة. وانفجرت القنبلة بعد خمس دقائق من وضعها في الساعة 21:55. (حوالي خمس دقائق قبل انفجار المحولات في عملية الصدمة 35)
- الصدمة 3: استهداف قناطر نجع حمادي

انطلقت طائرة هليكوبتر سوبر فريلون، بقيادة المقدم حاييم نافيه، في حوالي الساعة 18:30، بالتزامن مع مروحية داغان، من سيناء باتجاه نجع حمادي ووضعت قنبلة على حافة جسر قناطر نجع حمادي. انفجرت في الساعة 21:55.

## الصعوبات التي واجهت تنفيذ العملية
كان الجزء الخاص من عملية الصدمة (الصدمة 35) أول عملية إغارة «برية» إسرائيلية في العمق المصري. وبالرغم من نجاح العملية وتحقق جميع أهدافها وعدم خسارة الجانب الإسرائيلي أي أفراد أو معدات، إلا أن العملية واجهت العديد من الصعوبات والتعقيدات:
- قبل انطلاق المروحيات للعملية، اكتُشفّ عٌطل في مروحية القيادة (التي كانت أيضاً تقود القوة البرية) وأدى استبدالها إلى تأخير مدته 7 دقائق عن الجدول الزمني المُخطط له (19:07 بدلًا من الساعة 19:00).
- تعطل مقياس الارتفاع لإحدى طائرات الهليكوبتر التي كانت تحمل المظليين واضطر الطيار إلى إضاءة أضواء الهبوط لكي لا تصطدم الطائرة بالأرض عند هبطوط القوات. مما كان سيعرض القوة لخطر اكتشافها.
- لم تكن بيانات الأرصاد الجوية صحيحة (كانت سرعة الرياح المتوقعة 30 عقدة بدلاً من 6-8 عقدة ودرجة الحرارة 30 درجة بدلاً من 20 درجة) مما جعل ذلك صعباً على المروحيات عند إنزال حمولتها.
- مع بداية تحرك قوات المظليين، اكتُشفّ أنه من المستحيل إقامة قناة اتصال مع مركز القيادة في سيناء بسبب الاختيار غير الصحيح للترددات ونوعية معدات الاتصال، وتقرر مواصلة العملية دون أي اتصال بمقر القيادة، على الرغم من خطورة ذلك بحيث لن يكون من المستطاع طلب المساعدة في حالة تعقد العملية في مصر. وفي وقت لاحق خلال نفس الشهر ولتلافي تلك الأخطاء في المستقبل، جرت تدريبات على استخدام معدات الاتصال بين مقر القيادة والمروحيات وأفراد قوة المهمة وجاءت التقارير كلها في وقت واحد.
- كانت القنابل التي زرعت في قاعدة المحولات مضبوطة للانفجار بعد 30 ثانية من تفعيل صواعقها حينها لم يكن المظليون قد ابتعدوا بالقدر الكافي، وبينما كانوا يركضون طلباً للنجاة، أطاح بهم الانفجار أرضاً لكنهم لم يصابوا بسوء.

## نتائج العملية
في اليوم التالي، أقلعت طائرات ميراج إسرائيلية في رحلة استطلاعية للمنطقة. وكشفت الصور أن سبعة من المحولات التسعة قد دُمرت أو تعرضت لأضرار بالغة. وانقطعت الكهرباء عن ضواحي القاهرة الجنوبية، كما تضرر كوبري قنا بشكل لا يمكن إصلاحه (الكوبري استغرق فترة لإصلاحه ثم عاد إلى العمل ومازال يعمل إلى الآن). بينما كانت القناطر أقل تضررا. وقد تسببت العملية في خسائر تقدر بخمسة ملايين جنيه مصري واستغرق العمل لإصلاح المواقع المتضررة حوالي شهر.
هزت العملية القيادة السياسية في مصر التي استشعرت الحرج واضطرت مصر لنقل قوات كبيرة للدفاع عن مئات المواقع الاستراتيجية في وادي النيل وقرب سد أسوان. وجندت قوات خاصة لهذا الغرض عرفت باسم اللجان الشعبية، كما عززت نظام الإنذار عن طريق تكثيف مجموعة رادارات ونقاط مراقبة على طول شواطئ خليج السويس.
ونتيجة للحاجة المصرية إلى إنشاء اللجان الشعبية وتكثيف نظام الإنذار، كان هناك هدوء نسبي على خط قناة السويس لمدة أربعة أشهر، واستغل الجيش الإسرائيلي هذه الفترة لاستكمال بناء تحصيناته على طول خط القناة. وبعدها اُستُكمِلّ القصف على طول القناة من جديد، لتبدأ حرب الاستنزاف رسمياً، نَفذت إسرائيل خلالها المزيد من المهام المحمولة جواً، في مناطق ذات طبيعة أكثر تطوراً في وادي النيل. استهدفت إسرائيل قناطر نجع حمادي مرة أخرى، كما هاجمت جسوراً أخرى وكذلك خطوط الكهرباء والهاتف في صعيد مصر ضمن سلسلة من العمليات عرفت باسم عمليات البستان وعمليات الصراصير ولاحقاً سلسلة من عمليات القصف المركز عرفت باسم عمليات الإزهار (بريحا).

## رد الفعل المصري
قلل الجانب المصري من شأن العملية مدعياً أن غرضها كان سياسياً بهدف إحراج القيادة المصرية، وفي البداية ادعت مصر أن طائرة سكاي هوك واحدة هاجمت وألحقت أضراراً بالموقع. ورداً على ذلك، نشر الجيش الإسرائيلي صوراً للأماكن المتضررة فنددت هذه الادعاءات.
وتبادل السفيران المصري والإسرائيلي في مجلس الأمن الاتهامات في جلسة عاجلة تقدما بها للمجلس. وادعى السفير المصري عوض القوني أن الغارة تسببت في مقتل مدني وإصابة اثنان آخران ووصفها بأنها «عمل عدواني صارخ»، في حين اتهم السفير الإسرائيلي يوسف تكواه الجانب المصري بتكرار أعماله العدوانية على طول قناة السويس متمثلة في عمليات إطلاق نار وزرع ألغام وسلسلة من هجمات المدفعية تسبب آخرها في مقتل وإصابة عدد من جنود الجيش الإسرائيلي يوم 26 أكتوبر. وبالنسبة للمواقع المتضررة فقد استغرق الأمر بعض الوقت لإعادة إصلاحها ومنها كوبري قنا الذي أحدث فيه انفجار القنبلة حفرة كبيرة في منتصفه ولم يدمر كلياً. واستعاضت الحكومة عنه بإنشاء كوبري خشبي حتى يُعاد إصلاحه من جديد ومازال يعمل إلى الآن.

## عربة الجر اليدوي المستخدمة في العملية

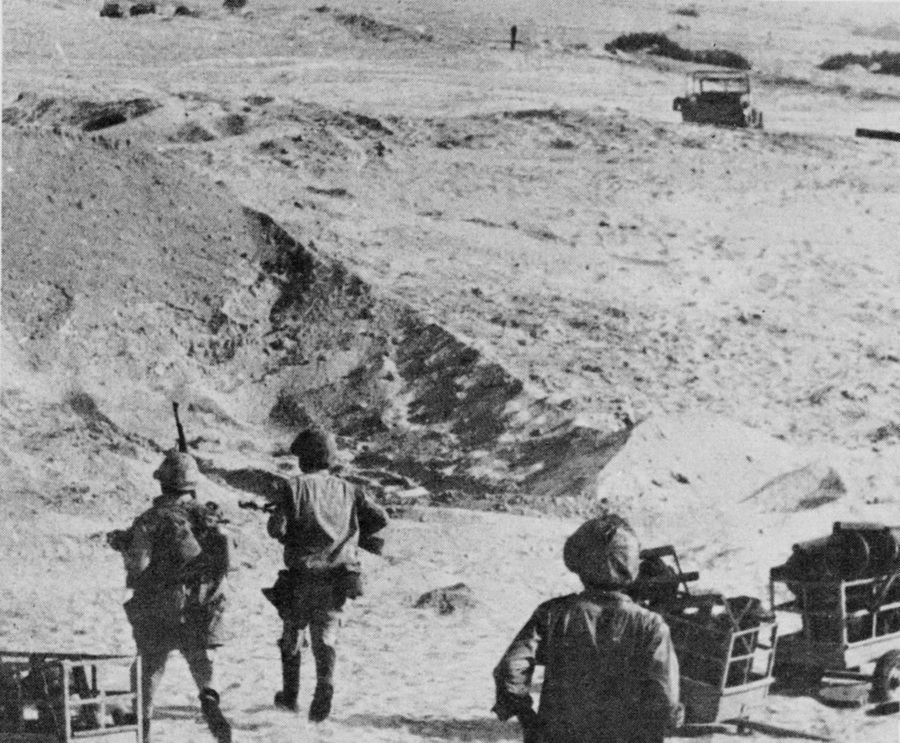
عدد من العربات التي صنعها واستخدمها الجيش المصري على غرار العربة الإسرائيلية خلال حرب أكتوبر

استخدم الجيش الإسرائيلي لأول مرة خلال عملية (الصدمة 35)، عربة جر يدوية مصممة لحمل كمية كبيرة من الذخائر، يمكن تحميلها على مروحيات سوبر فريلون وإبرارها عند نقطة الإنزال ثم قيادتها إلى موقع محطة المحولات. وقد صممها إسحاق كوتلر (إيكي) للتغلب على مشكلة نقل الشحنات المتفجرة ذات الوزن الثقيل. وهو ضابط مظلات قتل لاحقاً خلال عملية رودس.
وقد استخدمت العربة في عدد من عمليات الإغارة الإسرائيلية وفي إحدى هذه العمليات على المنطقة العسكرية للبحر الأحمر عام 1970 منها قصف ميناء سفاجا. وبعد تولي سعد الدين الشاذلي رئاسة تلك المنطقة، كان أفراد الكوماندوز قد تركوا إحدى هذه العربات واستولى عليها الجيش المصري بعدما فشل الإسرائيليون في نسفها بعد أن خلفوها ورائهم. حيث ادعي الإسرائيليون أن مصر صممت عربة مشابهة لنفس التصميم وهو ما يؤكده الشاذلي في مذكراته عن حرب أكتوبر. وخلال حرب أكتوبر كان لدى الجيش المصري 2240 من هذه العربات.

## معرض الصور

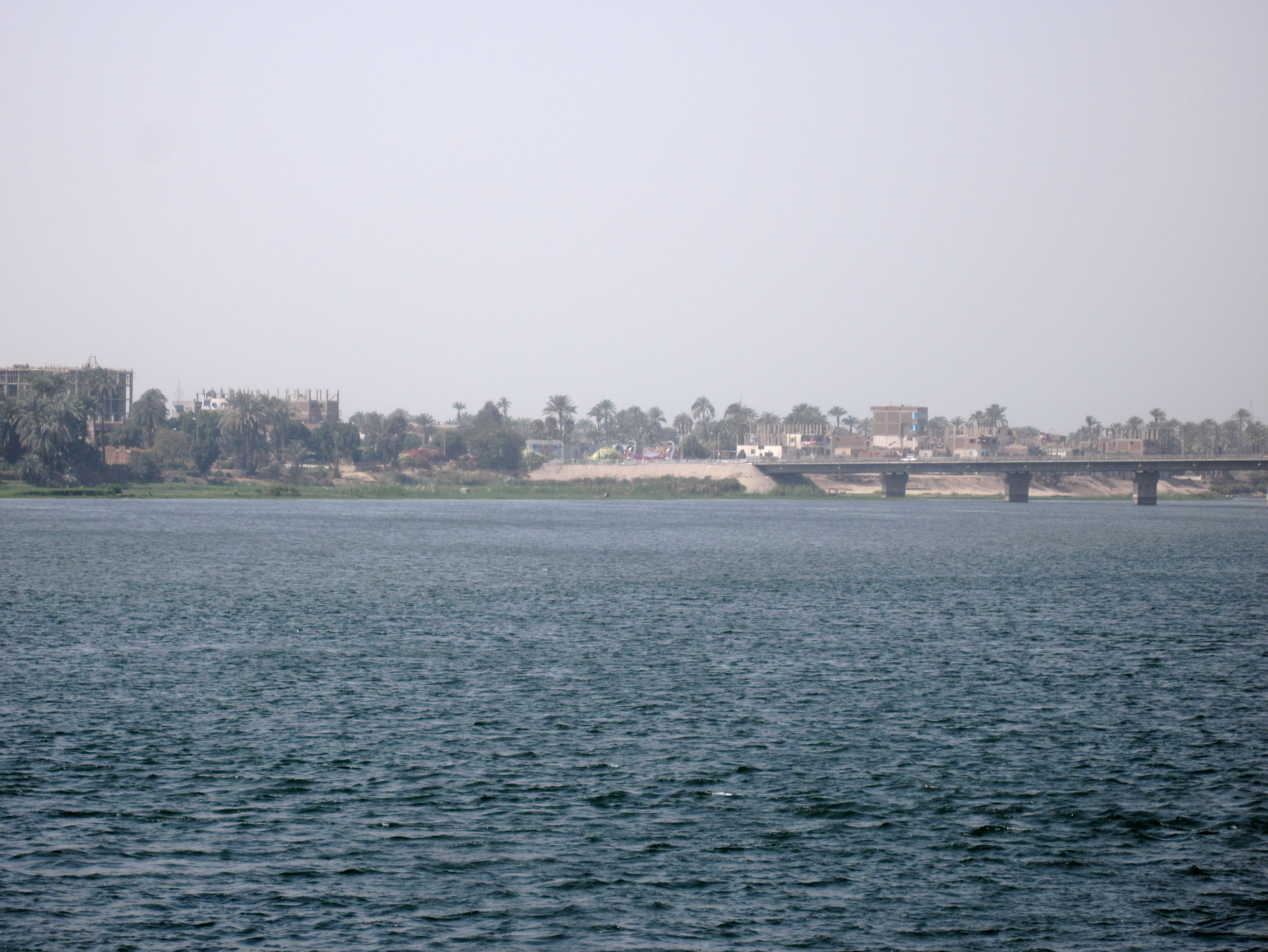
كوبري قنا من ناحية دندرة
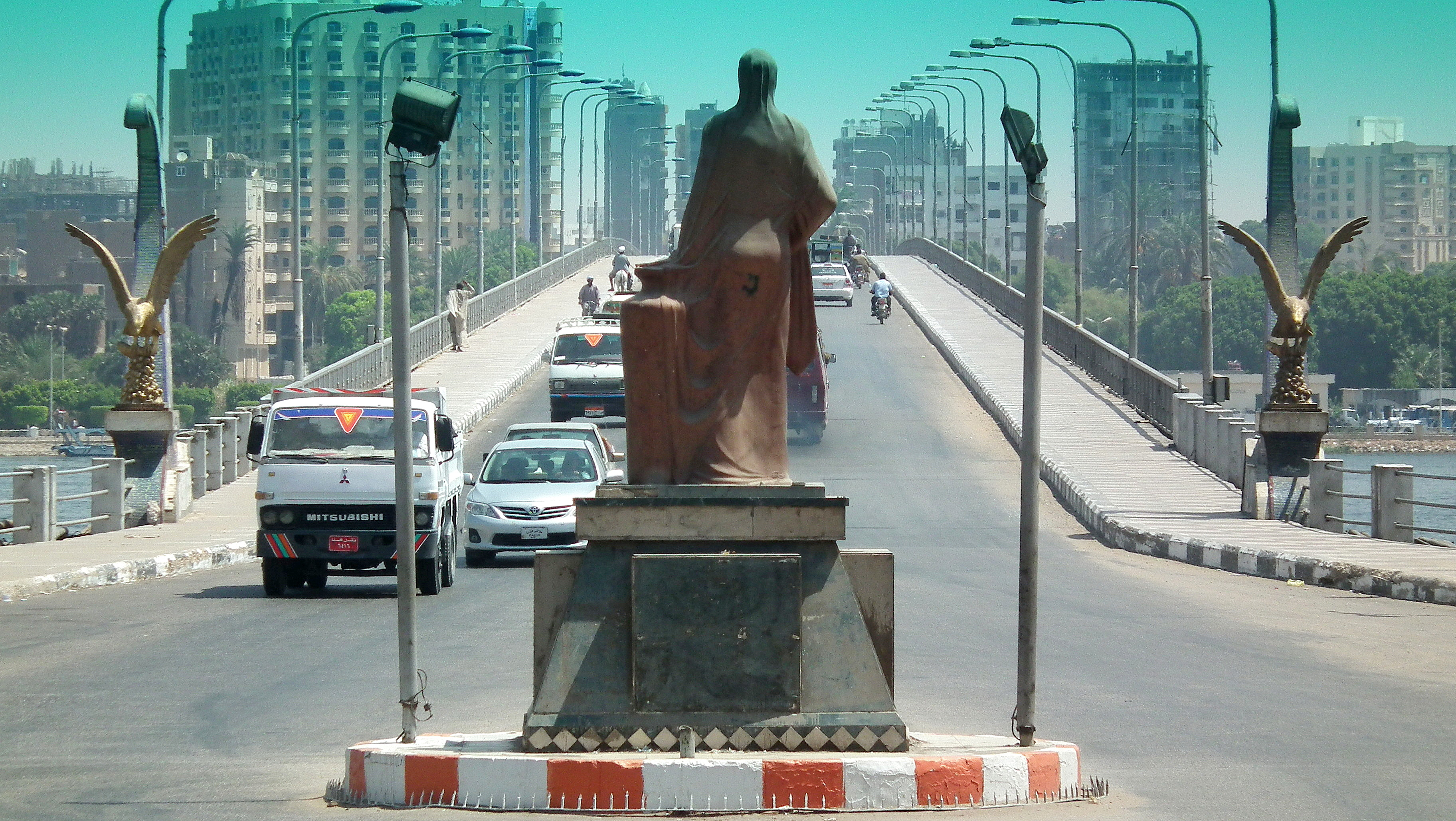
كوبري قنا 2015
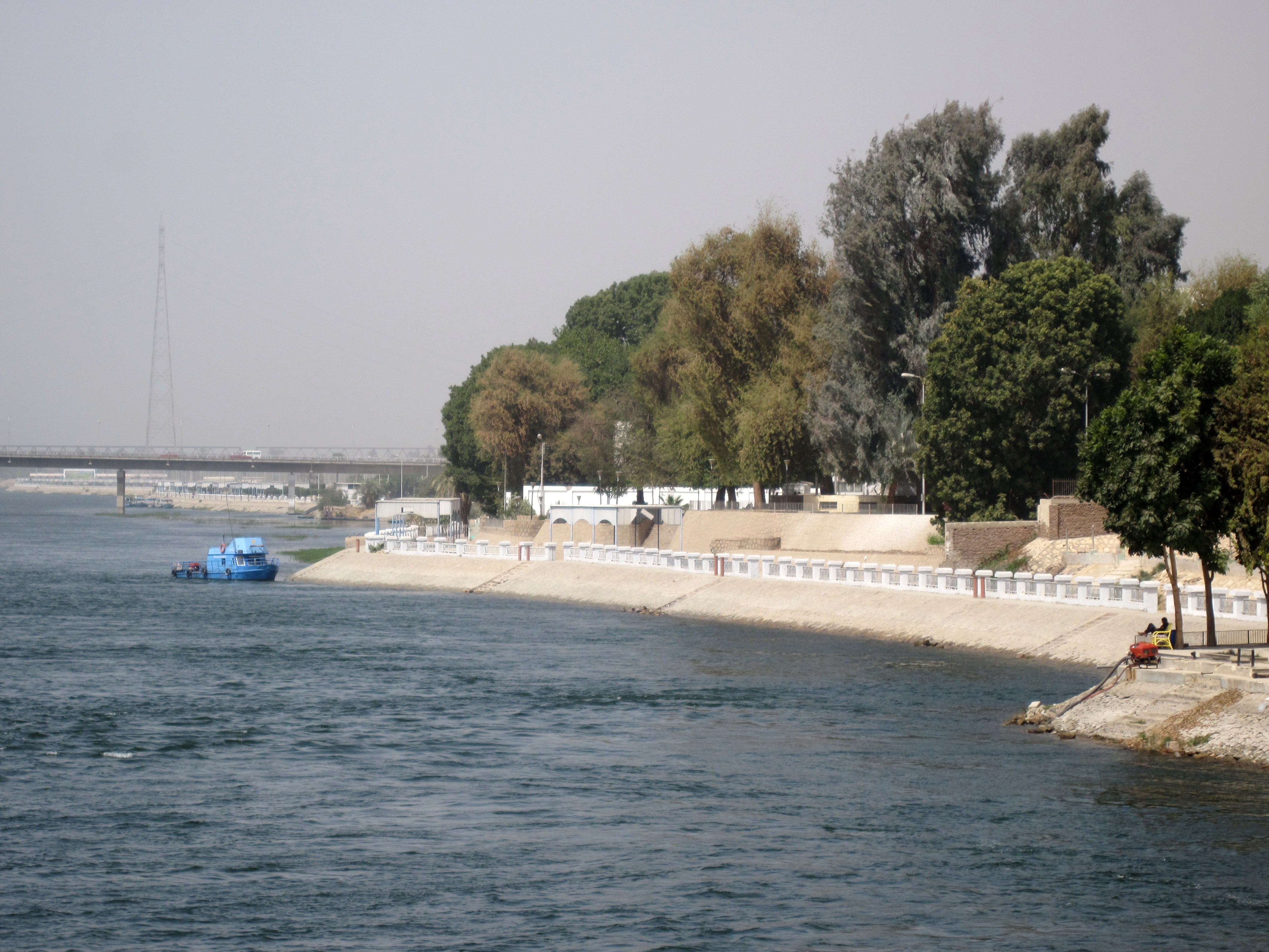
كوبري قنا 2011
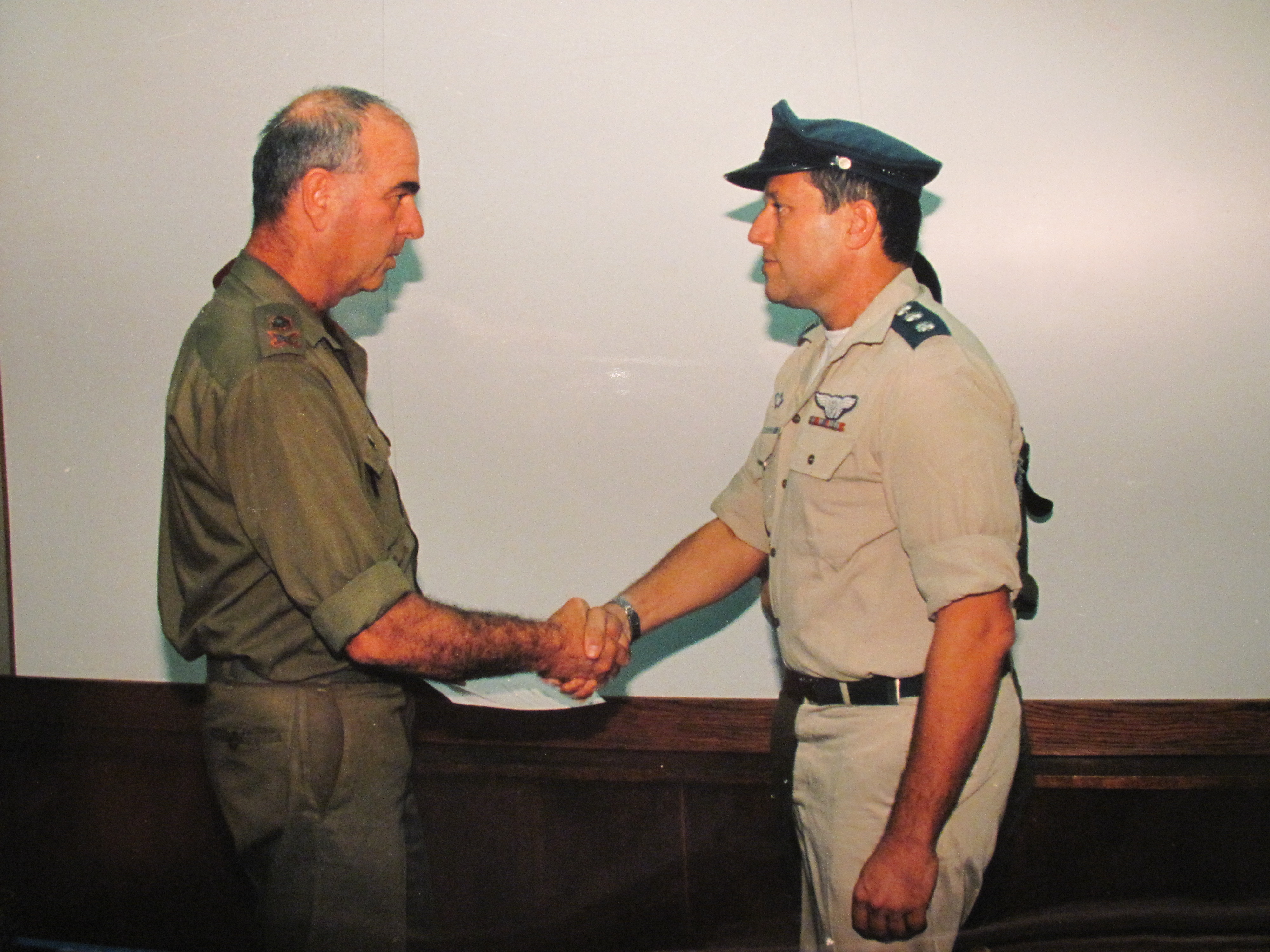
مَتان فلنائي، يساراً عام 1993
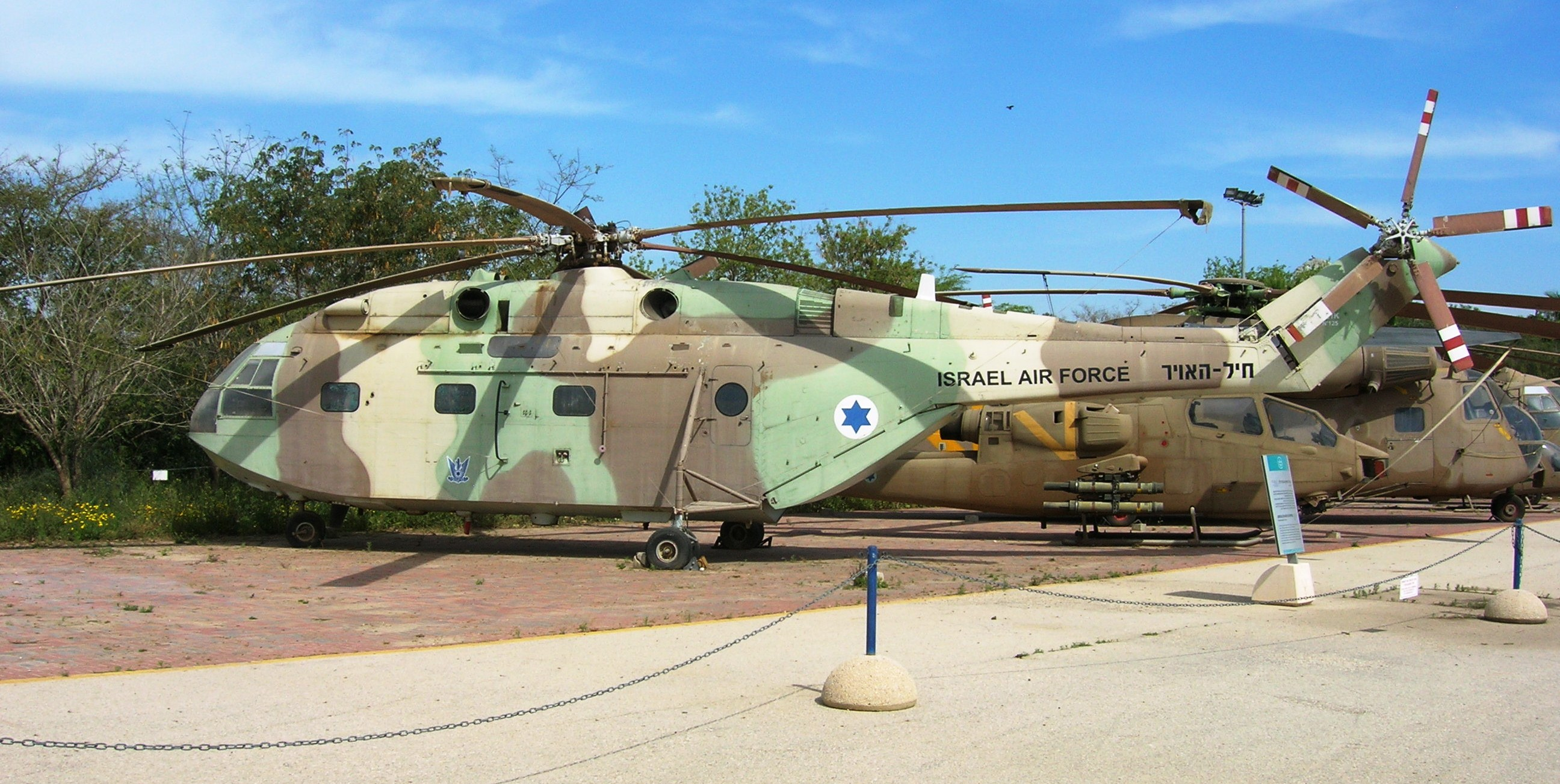
مروحية سوبر فريلون في متحف القوات الجوية بحتسريم، إسرائيل، مماثلة لتلك المستخدمة في العملية